# Hidrante
Hidrante (português brasileiro) ou boca de incêndio (português europeu) (AO 1945: boca-de-incêndio) é um terminal hidráulico com registro, dotado de mangueira e esguicho; localizados normalmente nas paredes dos corredores das edificações; conhecidos popularmente como "caixas de incêndio" por estarem nas paredes, dentro de caixas vermelhas sinalizadas. Ele também é um equipamento de segurança de rua usado como fonte de água para ajudar no combate a grandes incêndios.

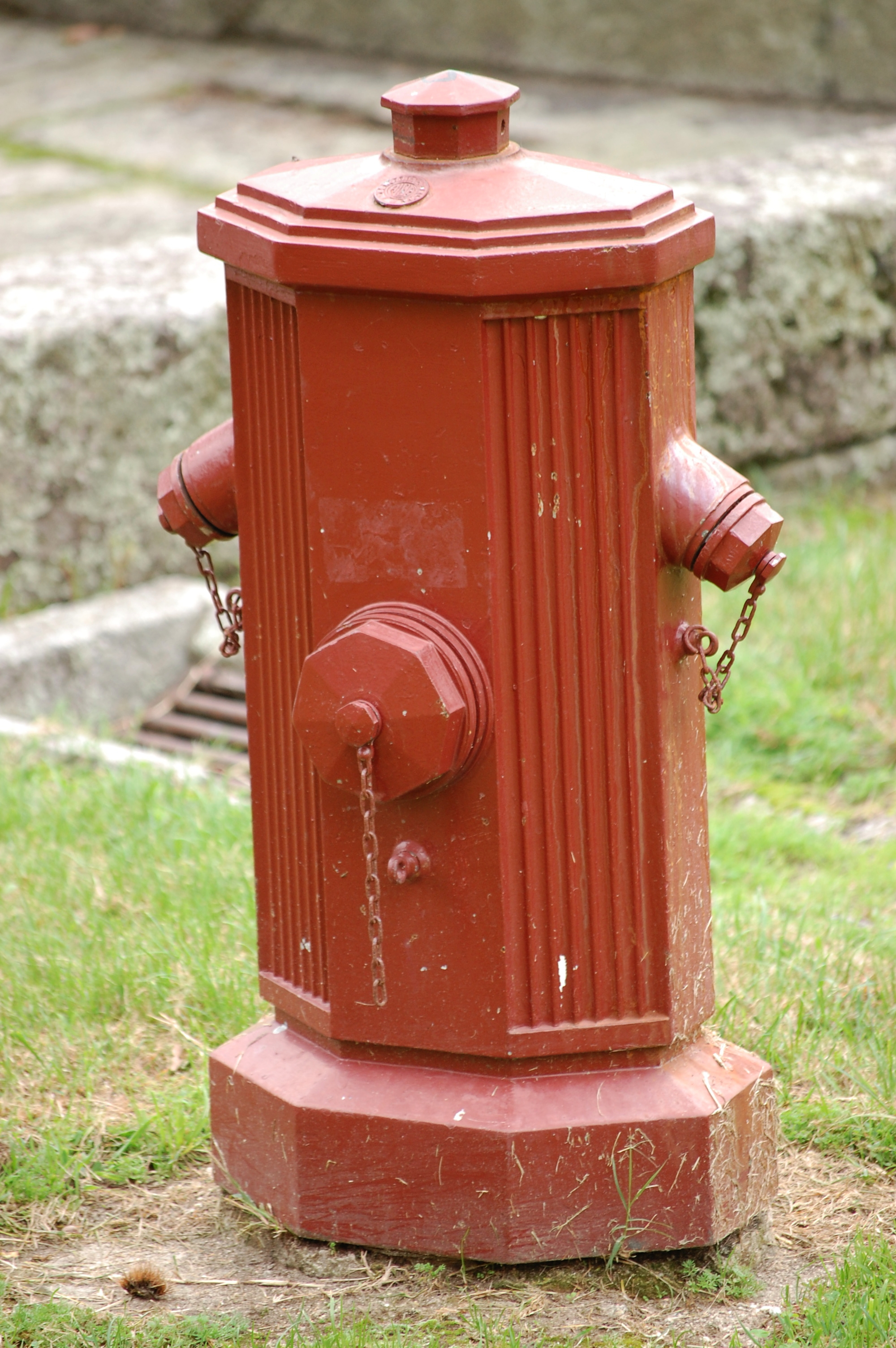
Boca de incêndio em Guimarães.

Sua forma mais conhecida é a que consiste numa válvula produzida em metal instalada acima do nível do calçamento nas ruas, em geral pintada de vermelho ou amarelo (marco de água ou marco de incêndio). Porém existem diversas outras formas de hidrante, instalados em cavidades no calçamento ou mesmo no interior de prédios (bocas de incêndio).
O funcionamento de todas as formas é muito semelhante. O hidrante é conectado a uma fonte de água, que pode ser um duto específico para alimentar hidrantes ou ao próprio sistema público de distribuição de água. Ele possui um ou mais bocais onde podem ser encaixadas as mangueiras que levarão a água até o local do incêndio e também uma válvula semelhante a uma torneira que controla a quantidade de água que sai pelos bocais.
Alguns hidrantes possuem um compartimento para abrigar as mangueiras que podem ser ligadas a ele em caso de incêndio. Em alguns casos, a válvula não se encontra junto dos bocais, podendo estar localizada separada de modo que possa controlar o fluxo de água para outros hidrantes.
Em geral os hidrantes são operados por bombeiros ou por pessoas treinadas pertencentes a brigadas de incêndio, pois requer cuidados especiais dada a alta pressão da água que sai pelos bocais e passa pelas mangueiras e válvulas de incêndio.  
- Hidrante em Belo Horizonte.
- Um hidrante tipo "marco de água".
- Marco de água com a indicação SI (Serviço de Incêndios).

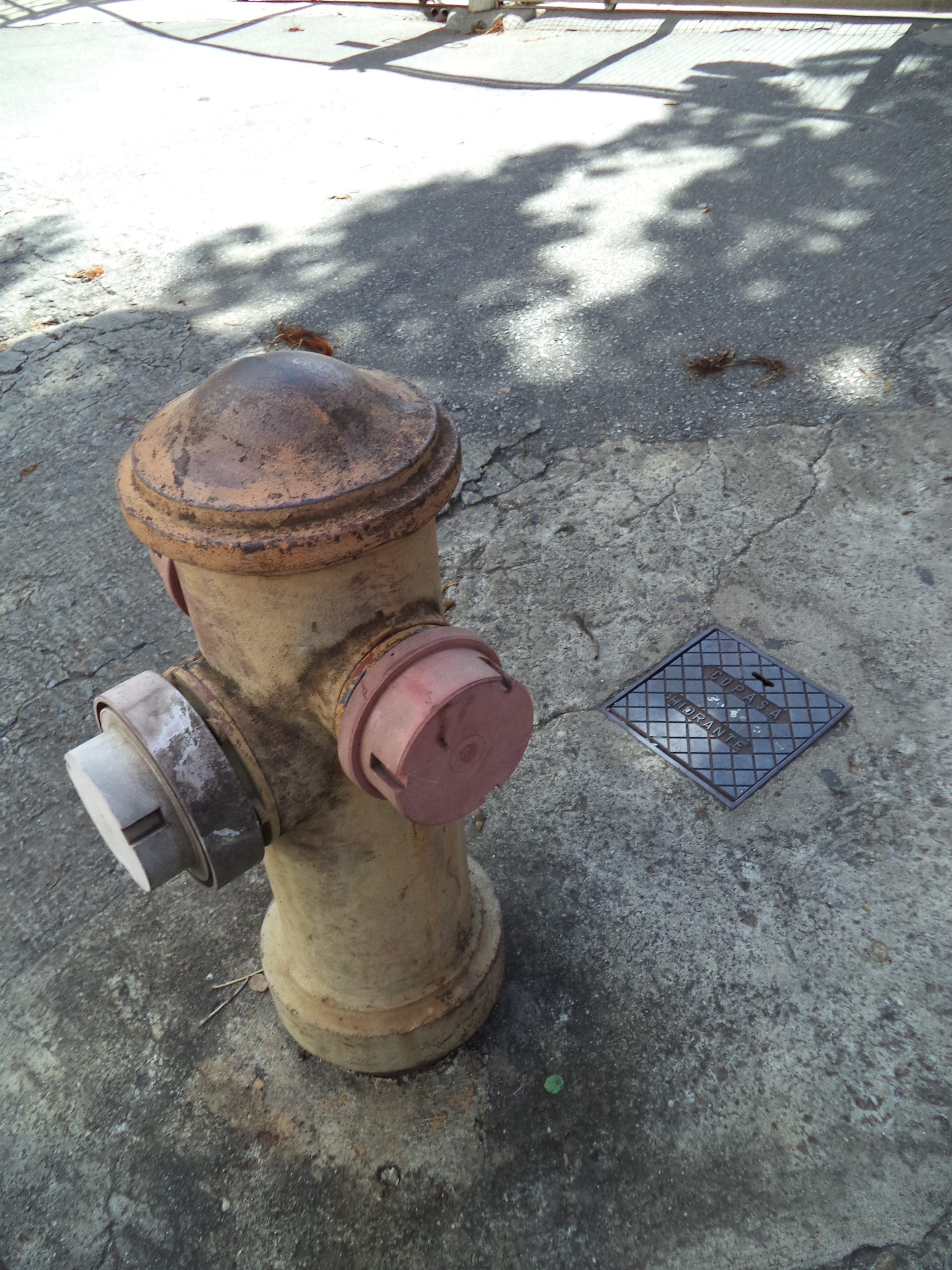
Hidrante junto ao seu poço de visita, próximo ao Boulevard Shopping, em Belo Horizonte.
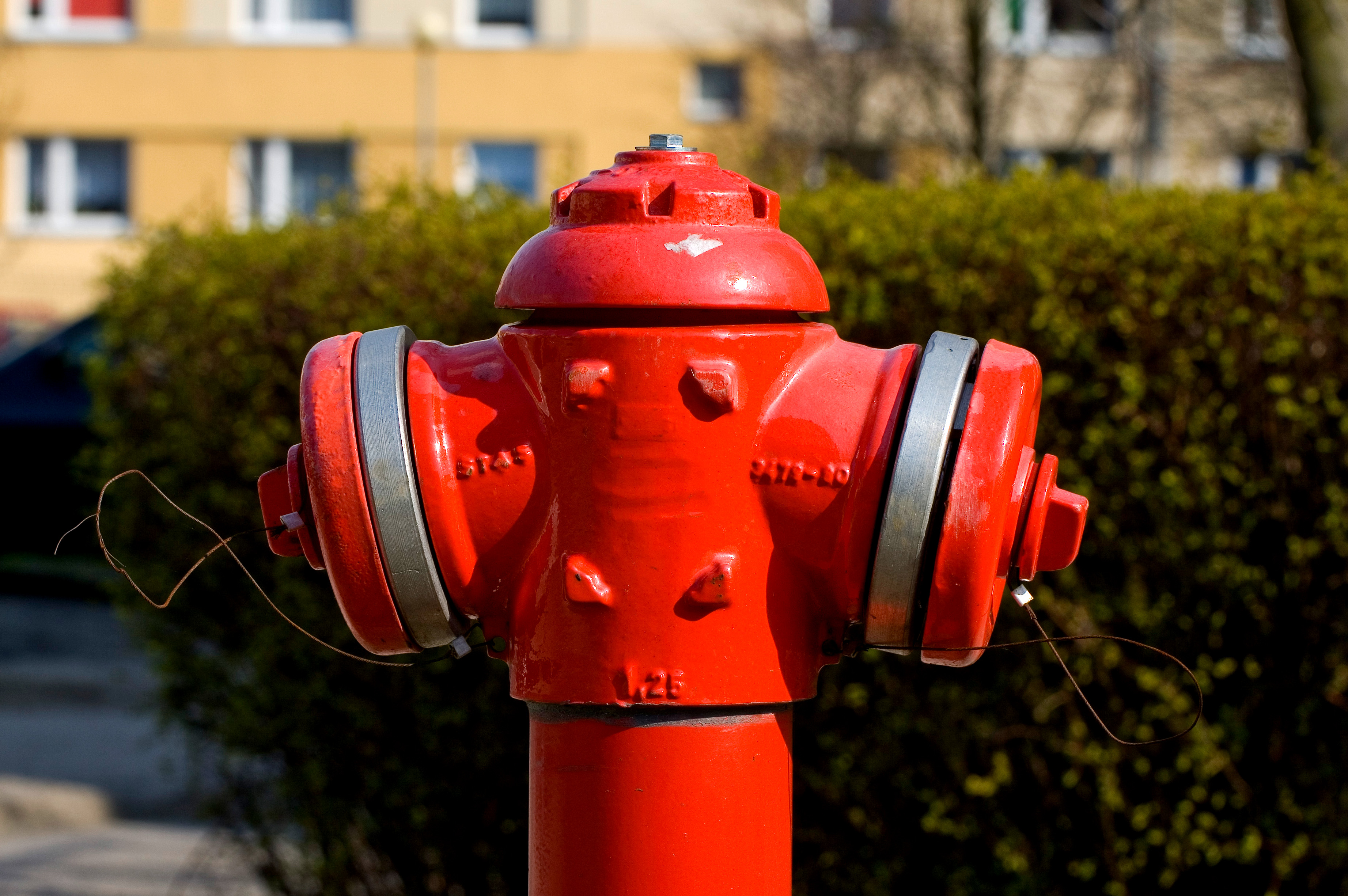
Hidrante na Polónia.